# Liste der Biografien/Stow
Liste der Biografien |
Portal Biografien |
Personensuche
# |
A |
B |
C |
D |
E |
F |
G |
H |
I |
J |
K |
L |
M |
N |
O |
P |
Q |
R |
S |
T |
U |
V |
W |
X |
Y |
Z |
?
 
Sa |
Sb |
Sc |
Sd |
Se |
Sf |
Sg |
Sh |
Si |
Sj |
Sk |
Sl |
Sm |
Sn |
So |
Sp |
Sq |
Sr |
Ss |
St |
Su |
Sv |
Sw |
Sy |
Sz
 
Sta |
Ste |
Sth |
Sti |
Stj |
Stl |
Sto |
Str |
Sts |
Stt |
Stu |
Stv |
Stw |
Sty
 
Stoa |
Stob |
Stoc |
Stod |
Stoe |
Stof |
Stog |
Stoh |
Stoi |
Stoj |
Stok |
Stol |
Stom |
Ston |
Stoo |
Stop |
Stoq |
Stor |
Stos |
Stot |
Stou |
Stov |
Stow |
Stox |
Stoy |
Stoz
Die Liste der Biografien führt alle Personen auf, die in der deutschsprachigen Wikipedia einen Artikel haben. Dieses ist eine Teilliste mit 37 Einträgen von Personen, deren Namen mit den Buchstaben „Stow“ beginnt.

## Stow
- Stow, Catherine Eliza Somerville (1856–1940), australische Schriftstellerin
- Stow, Gardner, US-amerikanischer Jurist und Politiker
- Stow, John († 1605), englischer Historiker und Altertumsforscher
- Stow, John Montague (1911–1997), barbadischer Politiker
- Stow, Marietta († 1902), US-amerikanische Politikerin und Frauenrechtlerin
- Stow, Percy (1876–1919), britischer Filmregisseur und -produzent
- Stow, Randolph (1935–2010), australischer Schriftsteller
- Stow, Silas (1773–1827), US-amerikanischer Jurist und Politiker

### Stowa
- Stowasser, Horst (1951–2009), deutschsprachiger Autor und Anarchist
- Stowasser, Joseph Maria (1854–1910), österreichischer Altphilologe und Lexikograf
- Stowasser, Julian (* 1986), deutscher Koch
- Stowasser, Martin (* 1959), österreichischer katholischer Theologe und Hochschullehrer
- Stowasser, Otto Hellmuth (1887–1934), österreichischer Mediävist und Archivar
- Stowasser, Sascha (* 1971), deutscher Arbeitswissenschaftler und Direktor des Instituts für angewandte Arbeitswissenschaft

### Stowe
- Stöwe, Armin (1950–2005), deutscher Elektronik-Musiker
- Stöwe, Benjamin (* 1983), deutscher Synchronsprecher und WettermoderatorBenjamin Stöwe (* 1983)

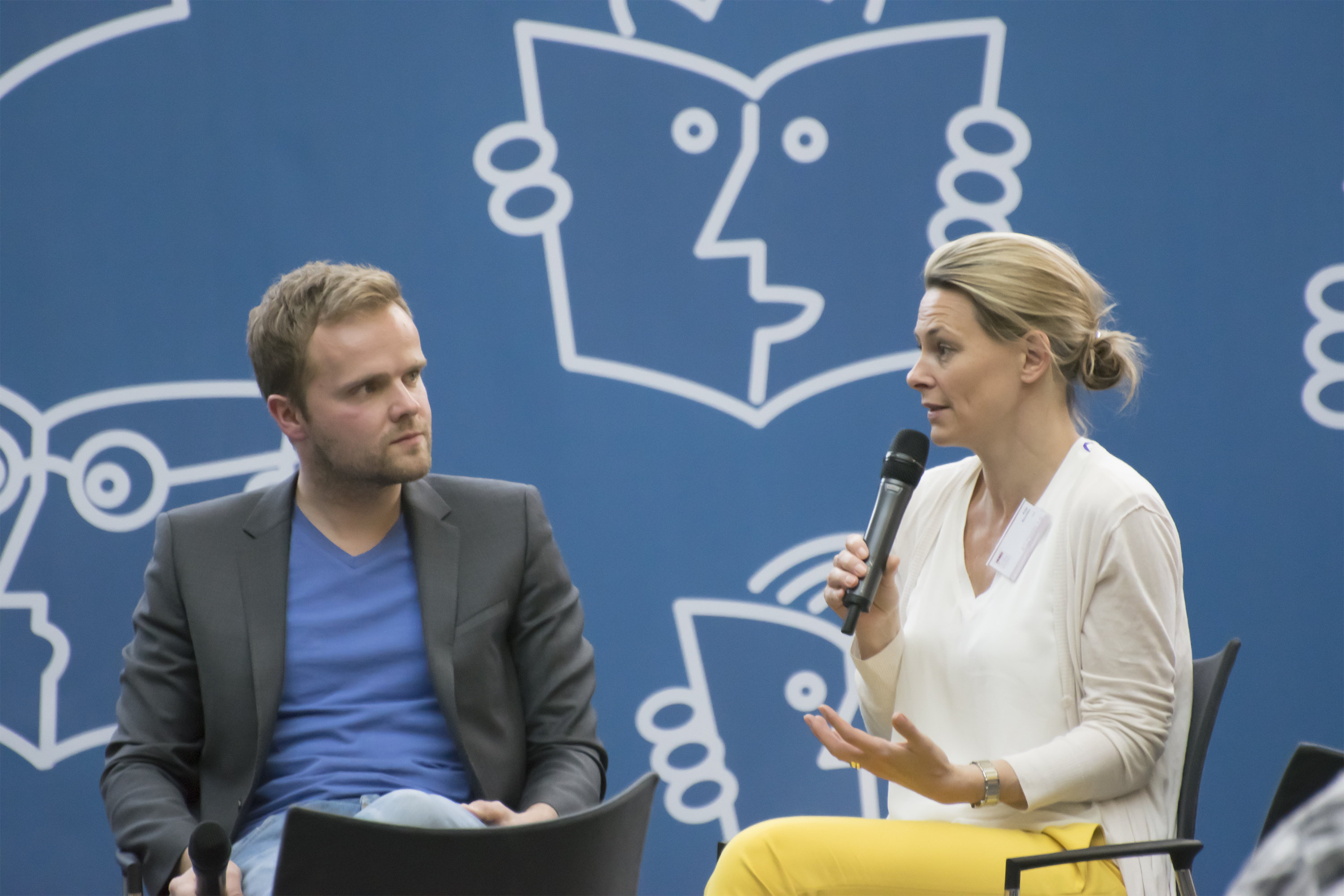
Benjamin Stöwe (* 1983)

- Stöwe, Christian Gottlieb Friedrich (1756–1824), deutscher evangelischer Geistlicher und Astronom
- Stowe, Emily (1831–1903), kanadische Lehrerin, Ärztin, Frauenrechtlerin und Theosophin
- Stowe, Harriet Beecher (1811–1896), US-amerikanische Schriftstellerin und Gegnerin der Sklaverei
- Stowe, John (* 1966), US-amerikanischer Ordensgeistlicher, römisch-katholischer Bischof von Lexington
- Stowe, Madeleine (* 1958), US-amerikanische Schauspielerin und unter anderem Golden-Globe-Preisträgerin
- Stowe, Nobu, japanischer Jazzmusiker, Autor und Psychologe
- Stowe, William (1940–2016), US-amerikanischer Ruderer
- Stowe-Gullen, Augusta (1857–1943), kanadische Ärztin, Frauenrechtlerin und Theosophin
- Stowell, Austin (* 1984), US-amerikanischer SchauspielerAustin Stowell (* 1984)

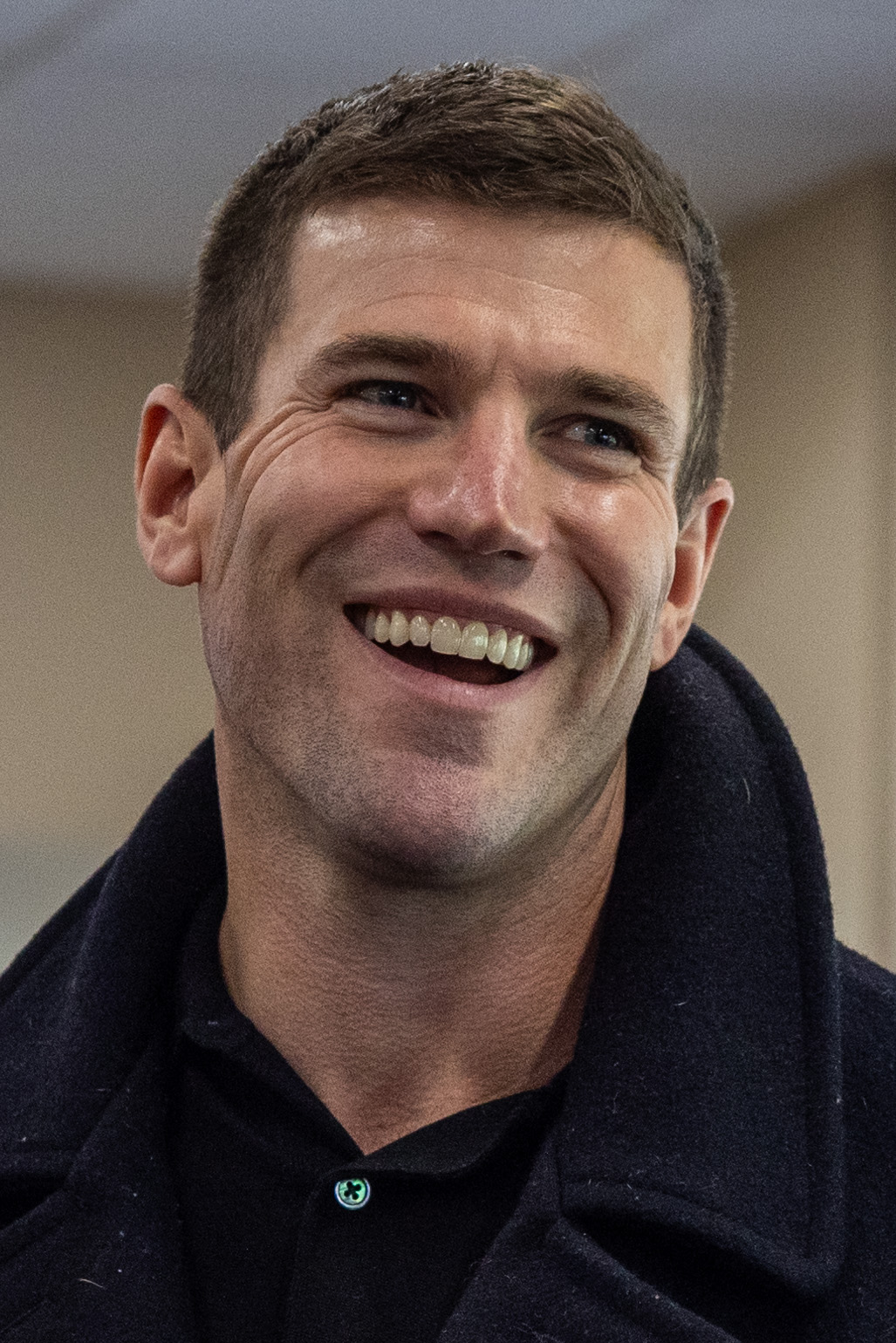
Austin Stowell (* 1984)

- Stowell, Belinda (* 1971), australische Seglerin
- Stowell, Jerome (1913–1973), US-amerikanischer Klarinettist und Musikpädagoge
- Stowell, John (* 1950), US-amerikanischer Jazzgitarrist, Komponist, Autor und Musikpädagoge
- Stowell, Tina, Baroness Stowell of Beeston (* 1967), britische Politikerin
- Stowell, William Averill (1882–1950), US-amerikanischer Romanist und Autor
- Stowell, William Henry Harrison (1840–1922), US-amerikanischer Politiker
- Stower, John G. (1791–1850), US-amerikanischer Jurist und Politiker
- Stöwer, Willy (1864–1931), deutscher Marinemaler der Kaiserzeit
- Stowers, Craig (1954–2022), US-amerikanischer Jurist
- Stowers, Julia (* 1982), US-amerikanische Schwimmerin

### Stows
- Stöwsand, Bruno (1911–1996), deutscher Journalist und Chefredakteur
- Stöwsand, Thomas (1947–2006), deutscher Jazzmusiker, Musikproduzent und Konzertagent